# باكبيدة (الضليعة)
'

تعديل مصدري - تعديل

باكبيدة هي إحدى قرى عزلة الضليعة بمديرية الضليعة التابعة لمحافظة حضرموت، بلغ تعداد سكانها 94 نسمة حسب تعداد اليمن لعام 2004.